# South Park and Philosophy: Bigger, Longer, and More Penetrating
South Park and Philosophy: Bigger, Longer, and More Penetrating (рус. «Южный парк» и философия: больше, длиннее и проницательнее; ISBN 0-8126-9613-1) — книга под редакцией Ричарда Хэнли, в которой исследуется сериал «South Park» в контексте философии и современной поп-культуры. Книга вышла в серии The Blackwell Philosophy & Pop Culture Series, где она стала логическим продолжением книги Роберта Арпа «South Park and Philosophy: You Know, I Learned Something Today».
В интервью Хэнли объяснил, почему он использовал именно «South Park» в качестве объекта для философского анализа: «„South Park“ напоминает „Симпсонов“, но с куда меньшими ограничениями, и практически каждый эпизод так или иначе выходит за границы возможного». Помимо общей редакторской работы, Хэнли написал четырнадцать из двадцати двух эссе в книге.

## Содержание
В книге есть статья о персонаже Кенни, написанная профессором философии Рэнделлом Ауксьером, которая называется: «Убийство Кенни: наша ежедневная доза смерти». Поднимаются в книге вопросы прикладной этики, эвтаназии, использования стволовых клеток, допинга, религии и богохульства, защиты окружающей среды, однополых браков, антропогенеза.

## Ссылка
- Страничка книги на сайте издательства